# Formlära (arkitektur)
Formlära är ett ämne inom arkitektutbildningen vid några av Sveriges tekniska högskolor.
Chalmers: Den första professuren i formlära inom arkitekturutbildningen inrättades vid Chalmers 1959 och innehades av Jan Wallinder.
KTH: Ämnet formlära behandlade arkitekturens formspråk, rummets gestaltning samt upplevelse av form, material och klimat. Det togs bort som självständigt ämne när den sista professorn Jadwiga Krupinska avgick med pension 2009.
LTH: Formlära är ett ämne inom institutionen för arkitektur och byggd miljö.